# Kajakarstwo na Igrzyskach Panamerykańskich 2007
Kajakarstwo na Igrzyskach Panamerykańskich 2007, zostało rozegrane w dniach 25-28 lipca w Rio de Janeiro. Zawody odbywały się w 12 konkurencjach. W tabeli medalowej zwyciężyli kajakarze z Meksyku.

## Medaliści

### Mężczyźni
| Konkurencja | Złoto                                                                            | Czas     | Srebro                                                                     | Czas     | Brąz                                                                       | Czas    |
| K-1 500 m   | Manuel Cortina                                                                   | 1:45.35  | Angus Mortimer                                                             | 1:46.09  | Edson da Silva                                                             | 1:47.70 |
| K-2 500 m   | Meksyk · Jesús Valdez · Manuel Cortina                                           | 1:36.39  | Kuba · Jorge García · Maikel Zulueta                                       | 1:36.49  | Argentyna · Pablo de Torres · Juan Pablo Bergero                           | 1:36.69 |
| K-1 1000 m  | Angus Mortimer                                                                   | 3:39.52  | Sebastian Cuattrin                                                         | 3:42.73  | Jorge García                                                               | 3:44.34 |
| K-2 1000 m  | Meksyk · Jesús Valdez · Manuel Cortina                                           | 3:25.20  | Argentyna · Pablo de Torres · Juan Pablo Bergero                           | 3:26.55  | Wenezuela · José Ramos Ramos · Gabriel Rodríguez                           | 3:28.11 |
| K-4 1000 m  | Brazylia · Roberto Maheler · Carlos Campos · Sebastian Cuattrin · Edson da Silva | 3:04.15  | Kanada · Chris Pellini · Angus Mortimer · Mark de Jonge · Jeremy Bordeleau | 3:04.87  | Kuba · Eliecer Rodríguez · Maikel Zulueta · Jorge García · Carlos Montalvo | 3:05.57 |
| C-1 500 m   | José Cristóbal Quirino                                                           | 1:57.318 | Aldo Pruna                                                                 | 1:57.320 | Nivalter de Jesus                                                          | 1:58.49 |
| C-2 500 m   | Kuba · Karel Aguilar · Serguey Torres                                            | 1:50.12  | Meksyk · Gilberto Soriano · José Cristóbal Quirino                         | 1:51.58  | Brazylia · Vilson Nascimento · Wladimir Moreno                             | 1:51.86 |
| C-1 1000 m  | Jose Cristóbal Quirino                                                           | 4:01.53  | Reydel Ramos                                                               | 4:06.10  | Benjamin Russell                                                           | 4:09.60 |
| C-2 1000 m  | Kuba · Karel Aguilar · Serguey Torres                                            | 3:47.86  | Brazylia · Vilson Nascimento · Wladimir Moreno                             | 3:49.31  | Wenezuela · Eduard Paredes · José Silva                                    | 3:51.10 |

### Kobiety
| Konkurencja | Złoto                                                                           | Czas    | Srebro                                                                             | Czas    | Brąz                                                                                      | Czas    |
| K-1 500 m   | Jill D'Alessio                                                                  | 2:01.98 | Fernanda Lauro                                                                     | 2:03.10 | Anca Ionela Mateescu                                                                      | 2:03.72 |
| K-2 500 m   | Kanada · Kia Byers · Marie-Christine Schmidt                                    | 1:57.41 | Kuba · Yulitza Meneses · Lianet Álvarez                                            | 1:58.39 | Wenezuela · Ladymar Hernández · Eliana Escalona                                           | 1.59.06 |
| K-4 500 m   | Kuba · Darisleydis Amador · Yulitza Meneses · Lianet Álvarez · Dayexi Gandarela | 1:40.70 | Wenezuela · Eliana Escalona · Vanessa Silva · Ladymar Hernández · Zulmarys Sánchez | 1:40.79 | Kanada · Jill D'Alessio · Kia Byers · Camille Tessier-Bussieres · Marie-Christine Schmidt | 1:42.25 |

## Tabela medalowa
| Poz.    | Państwo   |    |    |    | Łącznie |
| ------- | --------- | -- | -- | -- | ------- |
| 1       | Meksyk    | 5  | 1  | 1  | 7       |
| 2       | Kuba      | 3  | 4  | 2  | 9       |
| 3       | Kanada    | 3  | 2  | 2  | 7       |
| 4       | Brazylia  | 1  | 2  | 3  | 6       |
| 5       | Argentyna | 0  | 2  | 1  | 3       |
| 6       | Wenezuela | 0  | 1  | 3  | 2       |
| Łącznie | Łącznie   | 12 | 12 | 12 | 36      |